# Bistum Tôlagnaro
Das Bistum Tôlagnaro (lat.: Dioecesis Tolagnarensis) ist eine in Madagaskar gelegene römisch-katholische Diözese mit Sitz in Tolagnaro.

## Geschichte
Das Bistum Tôlagnaro wurde am 16. Januar 1896 durch Papst Leo XIII. aus Gebietsabtretungen des Apostolischen Vikariates Madagaskar als Apostolisches Vikariat Süd-Madagaskar errichtet. Das Apostolische Vikariat Süd-Madagaskar wurde am 20. Mai 1913 in Apostolisches Vikariat Fort-Dauphin umbenannt.
Am 14. September 1955 wurde das Apostolische Vikariat Fort-Dauphin durch Papst Pius XII. mit der Apostolischen Konstitution Dum tantis zum Bistum erhoben und dem Erzbistum Tananarive als Suffraganbistum unterstellt. Das Bistum Fort-Dauphin gab am 8. April 1957 Teile seines Territoriums zur Gründung der Bistümer Farafangana und Tuléar ab. Am 11. Dezember 1958 wurde das Bistum Fort-Dauphin dem Erzbistum Fianarantsoa als Suffraganbistum unterstellt. Das Bistum Fort-Dauphin gab am 13. April 1967 Teile seines Territoriums zur Gründung des Bistums Ihosy ab. Am 23. November 1989 wurde das Bistum Fort-Dauphin in Bistum Tôlagnaro umbenannt. Das Bistum Tôlagnaro wurde am 23. Dezember 2003 dem Erzbistum Toliara als Suffraganbistum unterstellt.

## Ordinarien

### Apostolische Vikare von Süd-Madagaskar
- Jean-Jacques Crouzet CM, 1896–1913

### Apostolische Vikare von Fort-Dauphin
- Jean-Jacques Crouzet CM, 1913–1933
- Antonio Sévat CM, 1933–1952
- Alphonse-Marie-Victor Fresnel CM, 1953–1955

### Bischöfe von Fort-Dauphin
- Alphonse-Marie-Victor Fresnel CM, 1955–1968
- Jean-Pierre-Dominique Zévaco CM, 1968–1989

### Bischöfe von Tôlagnaro
- Jean-Pierre-Dominique Zévaco CM, 1989–2001
- Vincent Rakotozafy, 2001–2023
- Luc Olivier Razafitsimialona, seit 2023